# آزوروبین
آزوروبین (به انگلیسی: Azorubine) با فرمول شیمیایی C20H12N2Na2O7S2 یک ترکیب شیمیایی با شناسه پاب‌کم ۶۳۲۱۳۹۴ است. که جرم مولی آن ۵۰۲٫۴۴ می‌باشد. شکل ظاهری این ترکیب، پودر قرمز است.